# Giovanni Battista Boni
Pour les articles homonymes, voir Boni.
Giovanni Battista Boni (mort en 1641 à Rome) est un facteur d'orgues et de clavecins italiens.
Il est né à Cortone à une date inconnue et parfois désigné comme Boni da Cortona. Première date attestée : 1617.
Il s'établit à Rome où il travailla pour le pape Urbain VIII et plusieurs de ses neveux : les cardinaux Francesco et Antonio Barberini  et le prince Taddeo Barberini. Marin Mersenne signale avoir entendu parler de lui à Rome dans des termes élogieux.
Deux instruments lui sont attribués avec certitude : 
- un virginal polygonal de 1617 (Smithsonian Institution à Washington) — la barre de nom porte l'inscription Joannes Batt. Boni da Cortona fecit anno 1617 — étendue de 4 octaves et demie, octave courte ;
- un clavecin de 1619 (Musée des instruments de musique de Bruxelles) — la barre de nom porte l'inscription Gio Battista Boni Cortenesi 1619 — étendue de 4 octaves, octave courte ;

Boalch signale d'autres instruments qui pourraient être de sa fabrication (à Vienne, Paris), les initiales du facteur étant GB ou GBB.